# Hrochoť
Hrochoť é um município da Eslováquia localizado no distrito de Banská Bystrica, região de Banská Bystrica.

## Demografia
| Ano:        | 1994 | 2004   | 2014   | 2024   |
| ----------- | ---- | ------ | ------ | ------ |
| Broj ljudi: | 1347 | 1432   | 1502   | 1428   |
| Razlika:    |      | +6,31% | +4,88% | -4,92% |

| Ano:               | 2023 | 2024   |
| ------------------ | ---- | ------ |
| Número de pessoas: | 1432 | 1428   |
| Diferença:         |      | -0,27% |